# Glenea atricilla
Glenea atricilla là một loài bọ cánh cứng trong họ Cerambycidae.